# Sphenomorphus rarus
Sphenomorphus rarus — вид сцинкоподібних ящірок родини сцинкових (Scincidae). Ендемік Панами.

## Поширення і екологія
Sphenomorphus rarus відомі з кількох місцевостей, розташованих в передгір'ях на заході Панами. Вони живуть у вологих тропічних лісах.